# Suhi led
Suhi led je led je ogljikov dioksid (CO2) v trdnem stanju pri temperaturi -79 ° C. Je brez vonja in okusa ter je bakterično statičen. Sublimira že pri -78,48 C, zato pri sobnih pogojih hitro »izginja«.
Lastnosti:
- Suhi led oziroma ogljikov dioksid v trdnem agregatnem stanju spada pod molekulske kristale Arhivirano 2018-06-13 na Wayback Machine.. Molekulski kristali imajo nizka tališča, ne prevajajo električnega toka in so krhki. Vezi so šibke, zato so posledično tudi kristali zelo neobstojni in drobljivi.

Kako nastane suhi led: 
- Tekoči ogljikov dioksid je iz nizkotlačnega rezervoarja voden v posebno napravo in z dozirnim ventilom sproščen. S tem postopkom nastaja sneženi suhi led s temperaturo -79 stopinj Celzija. V posebni napravi bat sneženi suhi led potem potiska skozi matrico, tako da nastanejo kosi različnih velikosti.

Uporaba:
- Je idealen vir hladu za hrambo in hlajenje med preprostim prevozom živilskih izdelkov in zamrznjenih posušenih izdelkov. Suhi led lahko vzdržuje temperature med -25 ° C in + 10 ° C (npr. Sladoled trajno zamrzne na suhem ledu, hlajenje med prevozom, vino, grozdje itd.).
- Uporablja se tudi za hlajenje v kulinariki, v vinarstvu in medicini in za čiščenje in peskanje ter še za marsikaj drugega.